# Two Men of the Desert
Two Men of the Desert (também conhecido Two Men on the Desert e Two Men in a Desert) foi um filme mudo norte-americano de 1913 em curta-metragem, do gênero western, escrito e dirigido por D. W. Griffith. Baseado em uma história de Jack London. Foi filmado em Vale da Morte, Estados Unidos. Two Men of the Desert é considerado perdido.

## Elenco
- Blanche Sweet
- Henry B. Walthall
- Walter Miller
- Alfred Paget
- Jennie Lee
- Harry Carey
- Donald Crisp
- Charles Hill Mailes
- Mae Marsh
- Marshall Neilan